# Amina Cadelli
Amina Cadelli, née le 30 mars 1990, aussi connue sous le nom de Flèche Love, est une compositrice-interprète suisso-algérienne.

## Biographie

### Jeunesse et premiers concerts
Amina Cadelli est née à Genève, deuxième de trois filles. Sa mère est une économiste en informatique d'origine Algérienne. Son père, également informaticien, est adopté et Suisse. Sa petite sœur, Anissa, est la chanteuse du groupe Bandit Voyage. Amina Cadelli revendique une identité queer, refuse de se laisser définir par le genre féminin et « préfère être une créature » non genrée,. Elle parle le français, l'anglais, l'espagnol et l'arabe.
Pendant sa scolarité à l'école Moser à Genève, elle découvre le clavecin et la musique baroque et prend des cours au conservatoire. Elle commence à chanter des airs de jazz dans des bars où elle s'initie à l'improvisation.
Elle commence des études en ethnologie et sciences des religions à l'Université de Neuchâtel où elle s'intéresse notamment aux études de genre et à la pensée post-coloniale, mais abandonne les études avant son diplôme pour rejoindre le groupe Kadebostany en 2011 après avoir rencontré ce groupe au bar Le Chat noir, à Genève.

### Kadebostany
Entre fin 2011 et fin 2015, Amina Cadelli est chanteuse et parolière du groupe Kadebostany, chantant et rappant ses propres textes. Elle écrit notamment les paroles des chansons Castle in the snow, Mind if I stay et Jolan. Pendant ces années, elle est confrontée aux préjugés sexistes dans le milieu musical. Après son départ du groupe, elle raconte sa lutte sur le site Barbieturix. Elle explique lors d'une interview que Guillaume Bozonnet, le leader, « a une vision très carriériste et machiste des choses », loin de ses valeurs à elle. Celui-ci nie en bloc les accusations de l'ancienne chanteuse du groupe,, et en 2017 le groupe attaque Amina Cadelli en justice en réclamant 100 000 CHF au titre des dommages d'image.

### Flèche Love - Premiers albumsNaga Pt.1&Naga Pt.2
En 2015, elle quitte le groupe Kadebostany et monte son propre projet solo nommé Flèche Love l'année suivante. Elle sort son premier clip en juin 2017, avec la chanson Umusuna pour laquelle elle collabore avec le musicien français Rone.
Féministe intersectionnelle, elle s'engage à travers ses chansons pour la défense des minorités et des personnes victimes de discriminations comme dans son titre Sisters, sorti en avril 2018, composé sur un texte de la poétesse africaine-américaine Audre Lorde,. Le clip de la chanson est décrit par le magazine chEEk comme une ode à la sororité. Sa musique mélange de nombreuses influences musicales (jazz, musique baroque, musique orientale, rap), mais aussi diverses influences culturelles comme la spiritualité soufie et la culture japonaise,. Pour l'écriture de ses textes, elle utilise l'écriture automatique. Elle cherche à mêler les spiritualités et les cultures d'une façon qui ne soit pas purement décorative, mais conscientisée et pédagogique. Elle vise à évoquer la spiritualité, l'universel à travers la diversité des expériences et la potentialité.
En juillet 2018, elle se produit en concert au Montreux Jazz Festival et en avril 2018 et 2019 au Printemps de Bourges.
En décembre 2018, elle prononce une conférence dans le cadre de TEDxPlaceDesNationsWomen au Palais des Nations à Genève.
Son premier album sous le nom de Flèche Love, Naga, Pt. 1, est sorti en mars 2019 sous le label Musique Sauvage. Elle y évoque notamment Camille Claudel, Kurt Gödel, Reyhaneh Jabbari ou la déesse indienne Kali,.
Son deuxième album Naga, Pt. 2 sort le 15 octobre 2021 sur les labels Horizon Musiques et Reflet. Le disque comprend les titres Enceladus, Mitote ou Acherontia Antropos.

### Troisième album "Guérison"
Flèche Love sort en octobre 2023 un nouveau single Cetus, en featuring avec le chanteur algérien Cheb Anouar.
L'album Guérison sort en avril 2024 sur le label Horizon Musiques, et est accompagné d'un clip pour le titre Amour Quantique. Dans cet album, Flèche Love chante en français, espagnol et arabe darija. C'est un disque personnel qui revient sur son enfance dysfonctionnelle, avec un père violent et maltraitant, et sur son chemin pour peu à peu sortir de ce schéma et se sentir mieux. Elle évoque par exemple l'utilisation chamanique des champignons hallucinogènes dans le titre Amour Quantique, ainsi que la reconnexion à ses racines amazighs.
En avril 2024, Flèche Love est nommée artiste "coup de cœur" des Médias Francophones Publics.

## Engagements
Début 2018, elle réagit pour Le Temps à la tribune sur la « liberté d'importuner » de Catherine Deneuve, regrettant que des femmes aient intégré aussi profondément « l'intrusion intempestive, la violence quotidienne ».
Au mois de novembre 2018, elle participe avec le groupe Brigitte et 38 autres chanteuses à une reprise de la chanson Debout les femmes pour récolter des fonds pour La Maison des Femmes à Saint-Denis qui accueille et vient en aide aux femmes victimes de violences.

## Discographie
- Pop Collection avec Kadebostany (2013, Mental Groove Records)
- Naga, Pt.1 (2019, Musique Sauvage)
- Naga, Pt.2 (2021, Horizon / Reflet)
- Guérison (2024, Horizon Musiques)

### Participations
- Wahdi sur Je suis africain (2019) de Rachid Taha
- Guérisseuse (2024) avec Nayra[22]